# Heterosmilax micrantha
Heterosmilax micrantha är en enhjärtbladig växtart som först beskrevs av Carl Ludwig von Blume, och fick sitt nu gällande namn av Reinier Cornelis Bakhuizen van den Brink. Heterosmilax micrantha ingår i släktet Heterosmilax och familjen Smilacaceae.
Artens utbredningsområde är Java. Inga underarter finns listade.